# Secretaría de Ciencia, Humanidades, Tecnología e Innovación
La Secretaría de Ciencia, Humanidades, Tecnología e Innovación (SECIHTI) es una de las veintiún secretarías de Estado que, junto con la Consejería Jurídica del Ejecutivo Federal y la Agencia de Transformación Digital y Telecomunicaciones, conforman el gabinete legal de la presidencia de México. Es el despacho del poder ejecutivo federal con funciones de ministerio de ciencia y tecnología.
Tiene a su cargo diseñar, planear, ejecutar y coordinar las políticas públicas en materia de ciencia, tecnología e innovación. Para tales efectos, sus responsabilidades incluyen, garantizar el acceso masivo e integral a la sociedad de los beneficios del progreso científico y el avance tecnológico; operar, en coordinación con la Secretaría de Educación Pública, los planes, programas y proyectos educativos que fomenten la formación científica, progreso humanístico, innovación e inventiva tecnológica en todos los niveles académicos; promover la integración y organización de grupos de investigadores en todas las variantes de las ciencias (exactas, naturales, de la salud, de humanidades y de la conducta, sociales, biotecnología y agropecuarias); impulsar la innovación y generación de desarrollos tecnológicos, procurando que el enfoque de esto se dirija al fortalecimiento de las capacidades técnicas de todos los sectores de la economía; asesorar a otros organismos públicos, dependencias federales, secretarías de estado, y cualquier otra instancia de gobierno, cuando en el ejercicio de sus funciones, esté de por medio la aplicación de las ciencias o el desarrollo tecnológico; administrar el Sistema Nacional de Investigadores (SNI); fomentar la producción de material en los medios de comunicación que estén destinados a la promoción de la ciencia y la tecnología; encabezar la política de estado para emplear la ciencia y la tecnología, ante amenazas a la seguridad nacional, fenómenos naturales o catástrofes, a manera de prevención o mitigación de sus efectos; y otorgar los recursos públicos para el apoyo de estudiantes e investigadores que se encuentren en procesos o proyectos de investigación e innovación.
Sustituyó el 1 de enero de 2025 al Consejo Nacional de Humanidades, Ciencias y Tecnologías (CONAHCYT), creado el 29 de octubre de 1970; su elevación al rango de secretaría fue parte de la proyecto político en la materia de la presidenta Claudia Sheinbaum, científica de profesión, quien buscaba con ello impulsar la llamada «soberanía científica e independencia tecnológica», así como la socialización de las áreas del conocimiento a mayor escala de lo que proyectaba el antiguo CONAHCYT.